# El Cafè de la República
El Cafè de la República fou un programa de Catalunya Ràdio que s'emeté de dilluns a divendres de 21 a 22h, dirigit per Joan Barril. Va començar l'octubre de 2005 i se'n van emetre 9 temporades i més de 1.500 programes. El programa 1.000 es va celebrar al Refugi Antiaeri 307, ubicat al barri del Poble Sec gestionat pel Museu d'Història de Barcelona. El programa 1500 es va realitzar a La Fatarella. El programa va deixar d'emetre's el 16 de desembre del 2014 arran de la mort del seu director i presentador Joan Barril.
Pel programa van passar-hi personatges com n'Amin Maalouf, en Zygmunt Bauman, en Petros Markaris, en Santiago Carrillo, l'Emili Teixidor o en Josep Maria Castellet i van col·laborar-hi periodistes com en Pere Mas. El programa comptava amb, aproximadament, uns 40 col·laboradors o tertulians, on destacava la paritat de sexes.
Una de les seves seccions destacades fou La Pissarra, un espai del programa on mestres de tot Catalunya explicaven les seves reflexions i experiències al voltant de la seva feina educativa.

## Audiència
El 2012 tenia una audiència de 83.000 oients, segons l'EGM del moment. Un any després, el 2013 la xifra va baixar a 66.000 oients, i el 2014 amb 45.000 seguidors (amb una hora menys de programa), amb un increment de 17.000 persones en comparació amb l'onada immediatament anterior.